# Зау-де-Кимпіє (комуна)
Зау-де-Кимпіє (рум. Zau de Câmpie) — комуна у повіті Муреш в Румунії. До складу комуни входять такі села (дані про населення за 2002 рік):
- Бербоші (374 особи)
- Ботей (157 осіб)
- Бужор-Ходає (50 осіб)
- Гаура-Синджерулуй (126 осіб)
- Зау-де-Кимпіє (2593 особи) — адміністративний центр комуни
- Маля (51 особа)
- Теу (50 осіб)
- Чиретя (77 осіб)
- Штефеняка (31 особа)

Комуна розташована на відстані 286 км на північний захід від Бухареста, 33 км на захід від Тиргу-Муреша, 44 км на південний схід від Клуж-Напоки.

## Населення
За даними перепису населення 2002 року у комуні проживали 3509 осіб.
Національний склад населення комуни:
| Національність | Кількість осіб | Відсоток |
| -------------- | -------------- | -------- |
| румуни         | 2777           | 79,1%    |
| цигани         | 425            | 12,1%    |
| угорці         | 306            | 8,7%     |

Рідною мовою назвали:
| Мова      | Кількість осіб | Відсоток |
| --------- | -------------- | -------- |
| румунська | 3203           | 91,3%    |
| угорська  | 279            | 8,0%     |
| циганська | 26             | 0,7%     |

Склад населення комуни за віросповіданням:
| Релігія            | Кількість осіб | Відсоток |
| ------------------ | -------------- | -------- |
| православні        | 2292           | 65,3%    |
| греко-католики     | 567            | 16,2%    |
| реформати          | 242            | 6,9%     |
| п'ятдесятники      | 49             | 1,4%     |
| не релігійні       | 36             | 1,0%     |
| баптисти           | 34             | 1,0%     |
| римо-католики      | 9              | 0,3%     |
| адвентисти         | 9              | 0,3%     |
| лютерани           | 1              | < 0,1%   |
| юдеї               | 1              | < 0,1%   |
| не вказали релігію | 11             | 0,3%     |